# The Sneak
The Sneak è un cortometraggio muto del 1913: il nome del regista non viene riportato nei titoli. Distribuito in sala dalla General Film Company il 21 aprile 1913, il film era interpretato da Tom Moore e da Alice Joyce.
La piccola Adelaide Lawrence, che interpreta Dolly, all'epoca aveva 8 anni. Nella sua carriera, l'attrice-bambina girò una ventina di film.

## Trama
Per avere Elise Dupont, una ragazza che vuole conquistare, Harry Willis non esita a ricorrere a ogni mezzo. Convince John, il fratello minore di Elise, a venire con lui in una casa da gioco. Il ragazzo è lusingato per il fatto che un adulto lo consideri alla sua stregua e accetta l'invito ben volentieri. Ma al casino perde tutti i suoi soldi e deve accettare una cambiale. L'incidente è scoperto da Arthur Ballard, innamorato di Elise che, per coprire il debito di John, compra segretamente l'obbligazione. La polizia, però, fa irruzione nel locale e quando il padre di Elise viene a sapere che Ballard è stato arrestato, gli vieta tassativamente di frequentare ancora la sua casa. Willis ritorna alla carica con John, convincendolo a seguirlo una seconda volta nella casa da gioco. E ancora una volta John perde tutto. Il debito viene coperto da Willis, che però, alcuni giorni dopo, gli ingiunge di pagarlo. Per estinguere il debito, John partecipa al progetto di un furto a casa del padre. Sarà la piccola Dolly, sorella di John e di Elise, a svelare come sono andate le cose a Dupont che dovrà rivedere il suo giudizio sul fidanzato della figlia.

## Produzione
Prodotto dalla Kalem Company.

## Distribuzione
Distribuito dalla General Film Company, il film - un cortometraggio in una bobina - uscì nelle sale USA il 21 aprile 1913.